# 范燎
范燎（越南语：／；1873年—1937年11月21日），號桑圃（越南语：／），越南阮朝官員。

## 生平
范燎是廣南省奠磐府延福縣多和上總澄江社（今屬奠磐市社奠安坊）人，禮部參知范有儀之孫，嗣德二十六年（1873年）出生。成泰六年（1894年），范燎參加鄉試，考中承天場解元。成泰十年（1898年），會試中格，參加庭試，考中第三甲同進士出身。該科中有五人都來自廣南省，其中范燎和潘光、范畯是三甲，吳諄和楊顯薦是副榜，被成泰帝稱讚為“五鳳齊飛”。
范燎初授峨山知縣。成泰十七年（1905年），升刑部主事和國史館主事。維新二年（1908年），改符吉知縣。維新六年（1912年），授光祿寺少卿，任輔政府員外郎。維新九年（1915年），授鴻臚寺卿，升廣義按察使。後改吏部侍郎。啟定四年（1919年），任工部參知，後改任吏部參知，署尚書銜。啟定十年（1925年）五月，范燎獲賜一面法國榮譽軍團勳章騎士勳位（五項北斗佩星）。保大初年，范燎升乂安總督。保大四年（1929年），升兵部尚書。保大五年（1930年），授協佐大學士。保大八年四月八日（1933年5月2日），保大帝改組內閣，范燎帶原銜致仕。同年六月十日（8月1日），加太子少保衔。
保大十二年十月十九日（1937年11月21日），范燎去世，壽六十五歲。阮朝朝廷追封為澄江男（越南语：／）。